# Parc Sir-Wilfrid-Laurier
Pour les articles homonymes, voir Laurier.

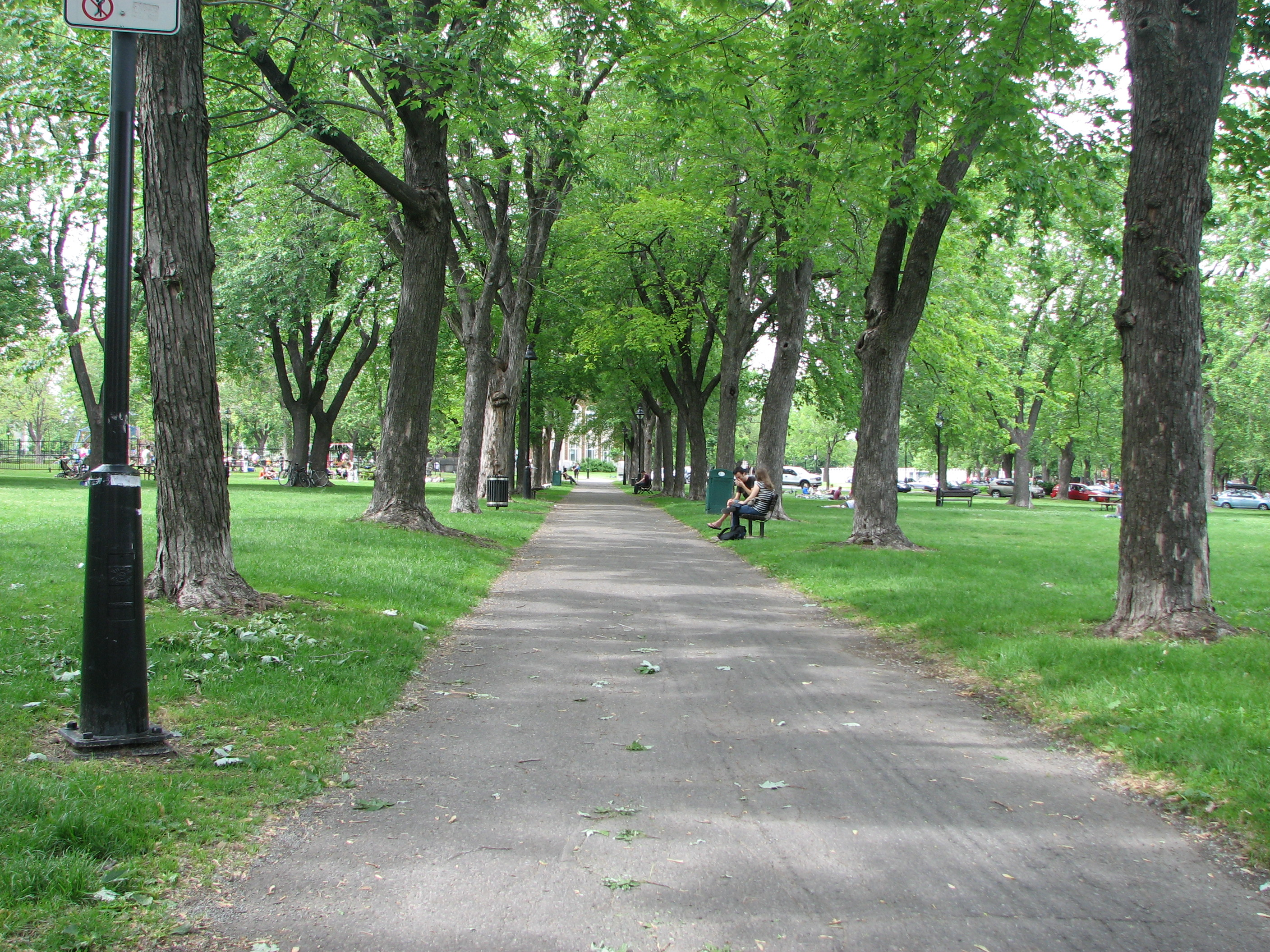
Allée d'érables dans le parc Sir-Wilfrid-Laurier, juin 2009

Le parc Sir-Wilfrid-Laurier est un parc de Montréal, situé dans l'arrondissement du Plateau-Mont-Royal à l’angle de l'avenue Laurier et de l'avenue Christophe-Colomb.
Il est traversé par une piste cyclable nord-sud. Elle entre dans le parc sur la rue Brébeuf au sud et débouche sur l'avenue Christophe-Colomb au nord. L'avenue Laurier longe ce parc. La superficie du parc est de 10,8 hectares.
Pendant plus d’un siècle, ce terrain a été occupé par les carrières Dubuc et Limoges d’extraction des pierres calcaires (pierres grises de Montréal) qui a servi à la construction de nombreux édifices et monuments de Montréal, dont la basilique Notre-Dame et le marché Bonsecours. Il a été nommé en l'honneur de Wilfrid Laurier le 29 mai 1925.

## Équipements et attraits
On trouve dans ce parc urbain un terrain de soccer, deux terrains de balle, une piscine publique, des jeux de fers et de pétanque et une aire d'exercice canin. À l’ouest du parc, les enfants peuvent s’amuser dans les aires de jeux, avec glissades, balançoires et un carré de sable, mis à leur disposition. 
On y retrouve aussi un monument à la Reine Isabelle la Catholique, d’Espagne. 
À l'été 2022, une œuvre d'art de Myriam Dion Fontaines constituée de trois sculptures sera installé sur une des trois portions du terre-plein végétalisé. 
Le Centre Laurier, situé au cœur du parc, accueille à l'occasion des activités communautaires. L’hiver, il est utilisé comme chalet pour les patineurs. 
Le Rugby Club de Montréal, joue et pratique au Parc Laurier depuis sa création en 1995. Il compte des équipes juniors et séniors féminines et masculines participant à la ligue provinciale de rugby du Québec.